# Serment d'allégeance

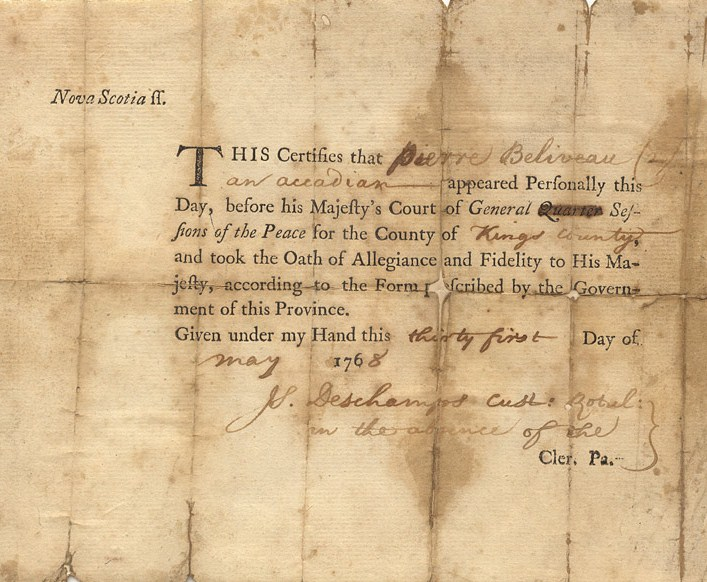
Un serment d'allégeance, signé par Pierre Belliveau en Nouvelle-Écosse en 1768.

Un serment d'allégeance est un serment par lequel un sujet ou un citoyen reconnaît son devoir d'allégeance et jure la fidélité à son pays ou, le cas échéant, à son monarque. Dans beaucoup de serments d'allégeance modernes, l'allégeance est un serment de fidélité à la Constitution. En particulier, aux États-Unis, les présidents, les juges et les militaires prêtent serment à la Constitution.
Des serments d'allégeance sont généralement exigés des citoyens nouvellement naturalisés (voir le serment de citoyenneté), des membres des forces armées ou des fonctionnaires (forces de l'ordre, personnel judiciaire, etc.). Le clergé dans l'Église d'Angleterre est requis de prendre un serment de Suprématie reconnaissant l'autorité du monarque britannique. 
Un exemple typique de serment d'allégeance est celui par lequel sont assermentés les parlementaires aux Pays-Bas : 

« Je jure (ou affirme) allégeance au roi, aux statuts du royaume des Pays-Bas, et à la Constitution. Je jure (ou affirme) que j'effectuerai loyalement les fonctions qui me seront assignées. Ainsi aidez-moi Dieu tout-puissant ! (ou ceci que je déclare et affirme). »

Dans beaucoup de royaumes du Commonwealth, est exigé un serment au monarque, et non à la Constitution ou à l'État. Il y a eu des mouvements au Canada et en Australie afin que le serment d'allégeance des nouveaux citoyens mentionne le pays plutôt que le monarque. Au Canada, le serment se rapporte maintenant au pays et à Charles III en tant que roi du Canada, tandis qu'en Australie, les références à la monarchie ont été abandonnées. Cependant, les serments des juges, des parlementaires, etc. n'ont pas été changés. En Nouvelle-Zélande, le serment d'allégeance se rapporte toujours au monarque.

## Histoire
Aux époques féodales, une personne (le vassal) jurait également allégeance à son supérieur féodal (le suzerain) : c'est l'hommage lige. À ce jour, le serment récité par les citoyens d'honneur de la ville de Londres contient un serment d'obéissance au lord-maire de Londres.

## Serments d'allégeance par pays

### Australie
Bien que l'Australie demeure un royaume du Commonwealth, les références à la monarchie dans les serments d'allégeance ont été supprimées, à l'exception des serments des juges, des parlementaires, etc. Ainsi, tous les parlementaires doivent, lors de leur entrée en fonction, prêter serment d'allégeance au monarque d'Australie. En 2022, la sénatrice Lidia Thorpe se fait remarquer en traitant Élisabeth II de « colonisatrice » lors de sa prestation de serment,,.
En Nouvelle-Galles du Sud, il y a des projets pour que les serments du Premier ministre et des ministres soient faits à l'Australie plutôt qu'au monarque.

### Belgique
Les primo-arrivants en Belgique doivent depuis 2016 s'engager à respecter la loi belge et les droits de l'homme.

### Canada

#### Serment de citoyenneté
Le serment de citoyenneté est demandé aux nouveaux citoyens : ils doivent jurer fidélité au monarque, et obéir aux lois et coutumes du Canada.
Il est possible de le renier.

#### Serment des élus
Tout député canadien doit, avant de pouvoir siéger, prêter serment d'allégeance au monarque du Canada : « La Loi constitutionnelle de 1867 fait obligation à tous les députés de prêter et souscrire le serment d’allégeance : « Les membres […] de la Chambre des communes du Canada devront, avant d’entrer dans l’exercice de leurs fonctions, prêter et souscrire, devant le gouverneur général ou quelque personne à ce par lui autorisée […] le serment d’allégeance énoncé dans la cinquième annexe de la présente loi (225) ». »
Le texte du serment d'allégeance aux élus est prévu à l'article 128 de la Loi constitutionnelle de 1867 cinquième annexe de la Loi constitutionnelle de 1867 : 

« Je, A.B., jure que je serai fidèle et porterai vraie allégeance à Sa Majesté la Reine Victoria.
N.B. — Le nom du Roi ou de la Reine du Royaume-Uni de la Grande-Bretagne et d’Irlande, alors régnant, devra être inséré, au besoin, en termes appropriés. »

Selon le constitutionnaliste et chargé de cours en droit Frédéric Bérard, la disposition est claire et ne peut pas simplement être ignorée. Il indique qu'il y a deux thèses concurrentes sur la formule de modification constitutionnelle appropriée pour supprimer le serment provincial : soit cela relève de la formule d'amendement provinciale (où une simple loi provinciale suffit), soit la formule de modification applicable est la formule de consentement unanime du Sénat, de la Chambre des communes et de l’assemblée législative de chaque province. Il adhère à la thèse voulant que c'est la formule unanime qui trouve application au motif que cela touche à l'essence de la question monarchique.

### États-Unis
Le serment d'allégeance au drapeau des États-Unis est récité dans les écoles américaines. Les nouveaux citoyens américains doivent prêter allégeance sur la Constitution des États-Unis.

### France
Le 20 septembre 2011, en France, l'UMP a proposé que tout Français fasse « allégeance aux armes de la France », à l'occasion d'un serment qui interviendrait au moment de sa majorité ou, s'il n'est pas né Français, lors de sa naturalisation.

### Nouvelle-Zélande
Le serment d'allégeance est prononcé en anglais ou en maori, et consiste à prêter allégeance au monarque néo-zélandais. Il est en place pour le gouvernement, les parlementaires, la police, la justice et les forces armées. Les mouvements maoris voudraient ajouter le respect du traité de Waitangi, considéré comme l'acte de fondation de la Nouvelle-Zélande.

### Royaume-Uni
Les membres du parlement doivent prêter serment au monarque. L'origine de serment remonte à la Magna Carta du 15 juin 1215,. Siéger sans avoir prêté serment est passible d'une amende de 500 livres.
Depuis 1829, les catholiques ont le droit à un serment différent. En 1833, les Quakers obtiennent un serment qui ne contient pas le mot « Dieu », en 1858 les Juifs ont également le droit de prêter serment, puis en 1888 les athées. Il est aujourd'hui possible de prêter serment sur le Guru Granth Sahib pour les sikhs ou le Coran pour les musulmans. Dans l'histoire récente, le républicain Tony Benn a prêté serment en croisant les doigts, quand Dennis Skinner a promis fidélité à la reine si elle payait ses impôts. Les élus du Sinn Féin, parti républicain irlandais, ayant refusé de prêter serment à Élisabeth II, ne siègent donc pas.

## Controverses
Pour certaines religions, il n'est pas possible de jurer. C'est notamment le cas des témoins de Jéhovah ou des Quakers. En France, pour la cour de cassation, un salarié a le droit de refuser de jurer au nom de sa foi. Il est possible de remplacer le verbe jurer par promettre ou s'engager.